# Gnaphosa norvegica
Gnaphosa norvegica är en spindelart som beskrevs av Embrik Strand 1900. Gnaphosa norvegica ingår i släktet Gnaphosa och familjen plattbuksspindlar.
Artens utbredningsområde är Norge. Inga underarter finns listade i Catalogue of Life.